# أحمد بن فروخ
أحمد بن فروخ هو طبيب فارسي من هراة عاش في القرن الثاني عشر. كان واحدًا من معلمي زين الدين الجرجاني. وهو مؤلف موسوعة الطب الفارسية بعنوان الكفاية والتي لم تعد موجودة على الرغم من سمعتها العالية والحَسَنَة بين العلماء في ذلك الوقت - بعد موسوعة أيام الجرجاني -. المكتبة الوطنية لعلم الطب لديها في مجموعتها الصيدلية وصفات في علم الأقرباذين، وهي مجموعة وصفات تتكون من أحد عشر فصلًا قصيرًا، ويبدو أن هذه الوصفات هي الكتابات الوحيدة التي حُوفظَ عليها لأحمد بن فروخ.